# Juan González (rugbista)
Juan Martín González Samso (Mendoza, 14 de noviembre de 2000) es un rugbista argentino que se desempeña como octavo y juega en los Saracens de la inglesa Premiership Rugby. Es internacional con los Pumas desde 2021.

## Carrera
Se formó deportivamente en el Marista Rugby Club, donde debutó en la primera en 2019 y ganó el Torneo Cuyano esa temporada. En 2021 se convirtió en profesional, al ser contratado por los Jaguares XV.

### Reino Unido
Tras su altísimo nivel en la SLAR, fue contratado por el London Irish de Inglaterra y se hizo compañero de su compatriota Agustín Creevy.
Debido a la quiebra del London Irish en 2023, fue adquirido por los Saracens.

## Selección nacional
Representó a los Pumitas y jugó con ellos el Campeonato Mundial de Rugby Juvenil 2019, obteniendo el cuarto puesto.
El australiano Michael Cheika lo convocó a los Pumas para disputar las pruebas de mitad de año 2021 y allí debutó contra Rumania.

### Participaciones en Copas del Mundo
Cheika lo convocó a Francia 2023 como titular indiscutido, para formar la tercera línea junto a Marcos Kremer y Pablo Matera.
| Mundial                       | Sede    | Resultado      | PJ | Tries |
| ----------------------------- | ------- | -------------- | -- | ----- |
| Copa Mundial de Rugby de 2023 | Francia | Por disputarse | ¿? | ¿?    |

## Palmarés
- Campeón de la Súper Liga Americana de Rugby de 2021.
- Campeón del Torneo Cuyano de 2019.